# NGC 6463
NGC 6463 ist eine elliptische Galaxie vom Hubble-Typ E-S0 im Sternbild Drache am Nordsternhimmel, die schätzungsweise 556 Millionen Lichtjahre von der Milchstraße entfernt ist.
NGC 6463 ist Bestandteil eines optischen Galaxienclusters aus den sechs nahe beisammenstehenden Galaxien NGC 6456, NGC 6463, NGC 6470, NGC 6471, NGC 6472 und NGC 6477. Eine abschließende eindeutige Identifikation auf Basis von Swifts Beobachtungen steht immer noch aus.
Das Objekt wurde im Jahr 1886 von Lewis A. Swift entdeckt.